# Grenzach-Wyhlen
Grenzach-Wyhlen település Németországban, azon belül Baden-Württembergben. Lakosainak száma 15 092 fő (2023. december 31.). Grenzach-Wyhlen Pratteln és Inzlingen községekkel határos.

## Népesség
A település népessége az elmúlt években az alábbi módon változott:
| Lakosok száma | 9901 | 11 600 | 12 608 | 12 491 | 12 306 | 13 488 | 13 669 | 13 631 | 13 984 | 15 092 |
|               | 1961 | 1967   | 1974   | 1980   | 1987   | 1993   | 2000   | 2006   | 2013   | 2023   |